# Robin McLaren
Sir Robin McLaren KCMG (1991) (* 14. August 1934; † 20. Juli 2010) war ein britischer Diplomat und Sinologe.

## Leben
McLaren studierte am Ardingly College und am St John’s College (Cambridge).
Bis kurz vor seinem Tod war er im Vorstand des Ardingly College, wo die McLaren-Bibliothek nach ihm benannt ist.
Von 1953 bis 1955 wurde er von der Royal Navy eingesetzt.
Am 22. August 1958 trat er in den auswärtigen Dienst ein.
Von 1963 bis 1964 war er Privatsekretär von Edward Heath.
Von 1985 bis 1987 war er Botschafter in Manila.
Von April 1987 bis 1989 war er britischer Vertreter in der Sino-British Joint Liaison Group.
Er spielte eine entscheidende Rolle in den Verhandlungen zur Übergabe von Hongkong unter die
Souveränität der Volksrepublik China.
Von 1991 bis 1994 war er Botschafter in Peking.
während der turbulenten Amtszeit von Chris Patten als Gouverneur von Hongkong.
Robin McLaren heiratete 1964 Susan Ellen Hatherly. Sie hatten zwei Töchter und einen Sohn.